# San Leonino (Castellina in Chianti)
San Leonino (già San Leolino in Conio o in Collina) è una frazione del comune italiano di Castellina in Chianti, nella provincia di Siena, in Toscana.

## Storia
Il borgo di San Leonino (o San Leolino) è documentato sin dal periodo alto-medievale, e lo si ritrova citata in documenti del 1043, 1076 e 1077. Trovandosi al confine tra le diocesi di Fiesole, Firenze, Siena e Volterra fu sempre al centro di contese per ottenerne il controllo. Il vescovo di Fiesole ottenne la conferma dei suoi possessi su San Leonino nelle bolle di papa Pasquale II (1103), di papa Innocenzo II (1134, 1143) e di papa Eugenio III (1153).
Nel XII secolo la pieve di San Leonino era una delle principali pievanie della diocesi fiesolana, e aveva sotto di sé circa quindici chiese succursali: tra le varie, rientravano nella giurisdizione di San Leonino le parrocchie di Fonterutoli, Rencine, Leccia, Arbiola, Rondinella, Scorico, Tinelli, Godenano, Cerna, Cignano e Cignanello. È documentato che intorno alla pieve di San Leonino, si trovavano i perduti borghi di Tinelli, con la chiesa di San Lorenzo, di Scorico, con la chiesa di San Cristofano, e il villaggio di Pancole del Chianti, quest'ultimo ricordato in un atto del 15 ottobre 1076, col quale il conte Farolfo di Bernardo e la sua consorte Letizia figlia di Gottifedro avevano venduto alcuni loro beni nei territori di Firenze, Fiesole e Siena.
Il toponimo Conio, ad indicare il centro curtense della pieve, appare per la prima volta nel lodo di Poggibonsi del 4 giugno 1203 che regolava il confine tra i contadi di Firenze e di Siena. Nel diploma imperiale di Federico II ai figli del conte Guido Guerra del 29 novembre 1220 definisce un feudo sempre riferito all'antico piviere, tant'è che sia la chiesa che il borgo iniziarono ad essere noti come San Leonino in Conio. Alla fine del XIII secolo la situazione economica della plebs Sancti Leonini era florida come si evince dalle decime pagate nel 1275 quando versa 6 lire e 16 soldi; nel 1276 12 lire e 4 soldi; nel 1296 5 lire, 17 soldi e 6 denari; nel 1297 5 lire, 15 soldi e 8 denari e nel 1302 6 lire e 2 soldi.
Dopo varie contese territoriali tra Firenze e Siena, il borgo entrò definitivamente a far parte del contado di Firenze e diventò uno dei capisaldi della Lega del Chianti, come appare dallo statuto del 1384.
San Leonino contava 542 abitanti nel 1833.

## Monumenti e luoghi d'interesse

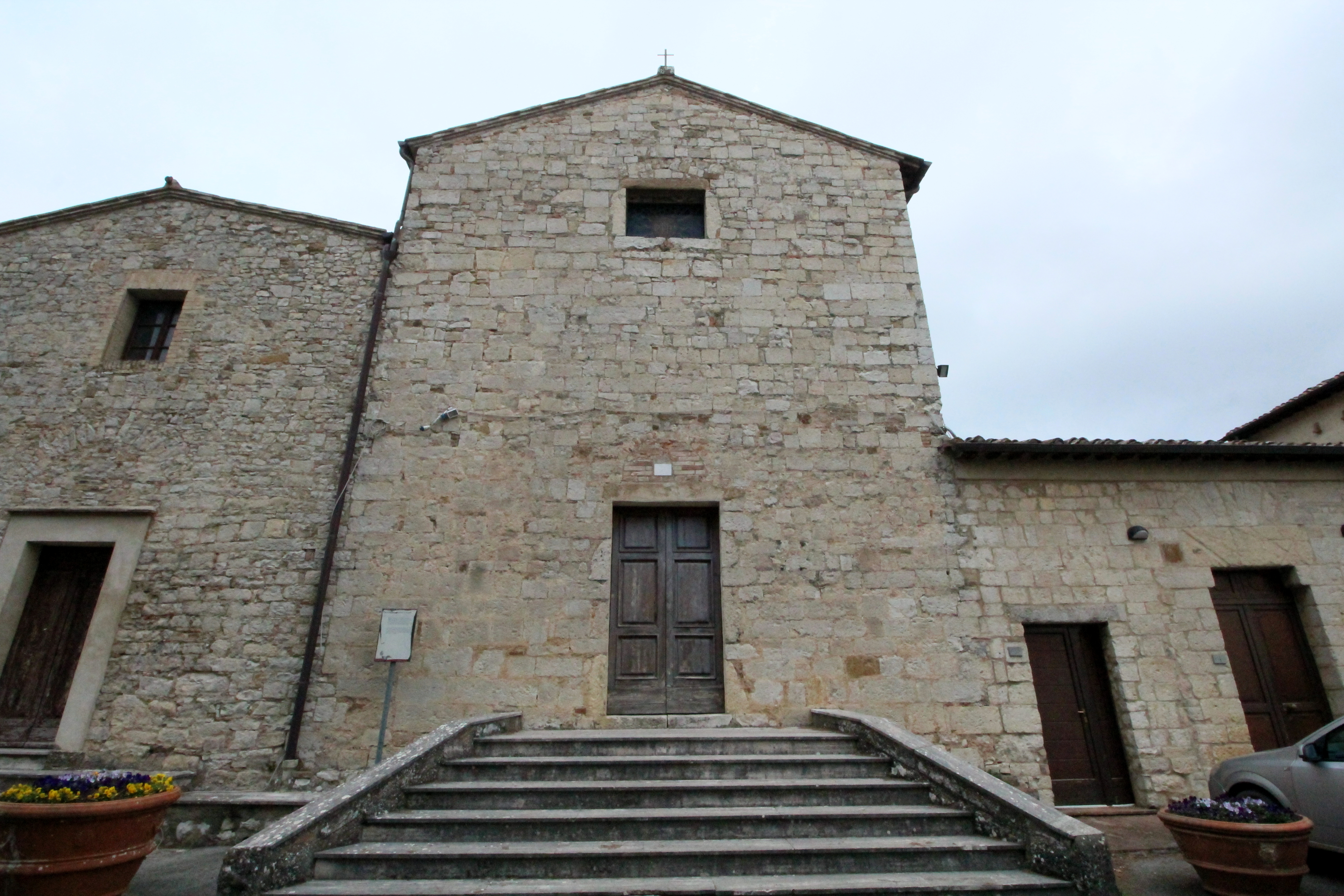
La pieve di San Leonino in Conio

### Architetture religiose
L'edificio di maggiore pregio della frazione è l'antica pieve di San Leonino in Conio, risalente all'alto medioevo e uno dei principali centri religiosi del territorio compreso tra Fiesole e Siena. Storicamente inserita nella diocesi di Fiesole, fu posta nel 1592 sotto quella di Colle di Val d'Elsa, insieme alle cure soppresse di Rondinella e di Leccia. Verso la fine del XVIII secolo, la pieve fu ristrutturata significativamente per volere del pievano Lelli e venne edificata la canonica. Annessa alla pieve, sul lato sinistro, si trova la chiesa della Compagnia.
San Leonino possiede inoltre un proprio cimitero.

### Architetture civili
Poco distante dal centro del borgo si trova invece la villa fortificata di Campalli, che fu residenza signorile dei Francesconi e poi dei Morelli.